# 김건희 (1995년)
김건희(金健熙, 1995년 2월 22일~)는 대한민국의 축구 선수로 강원 FC에서 공격수로 활동 중이다.

## 구단 경력

### 수원 삼성 블루윙즈
김건희는 수원 삼성 블루윙즈의 유스팀인 매탄고등학교를 졸업하고 서동원 감독이 있는 고려대학교를 입학해 대학 시절에 최고선수로 평가를 받았다. 2016시즌을 앞두고 자유선수 계약으로 수원 삼성 블루윙즈에 입단했다. 2016 시즌 초반 공격수의 부재로 선발 기회를 많이 부여 받았고 2016년 5월 3일 열린 상하이 상강과의 AFC 챔피언스리그 경기에서 멀티골을 기록하기도 했다. 하지만 여름이적시장에서 새 외국인 선수인 조나탄이 이적해 오면서 점차 입지가 줄어들었다. 하지만 K리그 23R 제주 유나이티드와의 경기를 앞두고 조나탄의 부상으로 선발출전을 했고 이 경기에서 리그 데뷔골을 신고하였다. 2017시즌에는 주축 조나탄의 활약과 개인의 부상으로 인해 7경기 출전에 그쳤다. 2018시즌에는 4월 11일에 열린 강원 FC와의 경기에서 시즌 마수걸이 골을 넣었다. 그 후 AFC 챔피언스리그 16강 2차전에서 울산 현대와의 경기에서 멀티골을 기록하며 팀의 8강 진출을 이끌었다.
김건희는 상주상무로 군생활을 준비한다는 기사가 나오자 폼이 올라와 좋은 경기력을 보여주던 김건희가 빠른 입대를 결정하게 되면서 많은 수원팬들에게 아쉬움이 남았다.

### 상주 상무
2018시즌 중반에 상주 상무에 입대했다. 하지만 훈련소에서의 발바닥 부상이 악화되면서 결국 족저근막염 판정을 받아 2018시즌 가 시즌 아웃 판정을 받았다 이후 2019년 9월 14일 전북 현대 모터스와의 경기에서 2019 시즌 마수걸이 골을 기록한 후 엄청난 폼을 보여주며 후반기 10경기 8골 1도움이라는 경이로운 기록을 세웠다.

### 수원 삼성 블루윙즈
2020 시즌을 앞두고 원 소속팀인 수원 삼성 블루윙즈로 복귀했다.

## 국가대표팀 경력
2014년 AFC U-19 챔피언십에 참여하는 대한민국 U-19 축구 대표팀에 차출되었다. 이 대회에서 조별리그 1차전 베트남과의 경기에서 2골을 기록하며 팀의 6-0대승을 이끌었다. 이후 조별리그 3차전 일본과의 경기에서도 1골을 기록했다. 하지만 대표팀은 1승 1무 1패를 기록하며 조별리그 탈락을 맞이했다.
2018년 AFC U-23 챔피언십 대회에 참여했다. 이 대회에서 조별리그 시리아와의 경기에서 첫 출전했으며 이후 3-4위전 카타르와의 경기에 출전했다.
2021년 11월에 열릴 월드컵 최종예선 UAE전, 이라크전에 출전할 대표팀 명단에 포함되어 생애 처음으로 태극마크를 달게 되었다.

## 기록
- 2021년 12월 7일 기준

| 클럽               | 시즌 | 리그 | 리그 | 리그 컵 | 리그 컵 | 대륙 대회 | 대륙 대회 | 합계 | 합계 |
| 클럽               | 시즌 | 출장 | 득점 | 출장    | 득점    | 출장      | 득점      | 출장 | 득점 |
| ------------------ | ---- | ---- | ---- | ------- | ------- | --------- | --------- | ---- | ---- |
| 수원 삼성 블루윙즈 | 2016 | 20   | 1    | 0       | 0       | 5         | 2         | 25   | 3    |
| 수원 삼성 블루윙즈 | 2017 | 7    | 0    | 1       | 0       | 0         | 0         | 8    | 0    |
| 수원 삼성 블루윙즈 | 2018 | 9    | 1    | 0       | 0       | 4         | 2         | 13   | 3    |
| 상주 상무 (군복무) | 2018 | 0    | 0    | 0       | 0       | 0         | 0         | 0    | 0    |
| 상주 상무 (군복무) | 2019 | 10   | 8    | 2       | 0       | 0         | 0         | 12   | 8    |
| 수원 삼성 블루윙즈 | 2020 | 17   | 2    | 2       | 0       | 5         | 1         | 24   | 3    |
| 수원 삼성 블루윙즈 | 2021 | 24   | 6    | 0       | 0       | 0         | 0         | 24   | 6    |
| 통산               | 통산 | 87   | 18   | 5       | 0       | 14        | 5         | 106  | 23   |

## 수상

### 팀

#### 수원 삼성 블루윙즈
- FA컵 우승: 2016